# Бауман, Павел
Па́вел Зби́гнев Ба́уман (пол. Paweł Zbigniew Baumann; 11 июня 1983, Познань — 22 октября 2016) — польский гребец-байдарочник, выступал за сборную Польши на всём протяжении 2000-х годов. Участник двух летних Олимпийских игр, серебряный и бронзовый призёр чемпионатов мира, бронзовый призёр чемпионатов Европы, победитель многих регат национального и международного значения.

## Биография
Родился в городе Познань Великопольского воеводства. Активно заниматься греблей начал в раннем детстве, проходил подготовку в местном спортивном клубе «Поснания», позже продолжил тренироваться Быдгоще в каноэ-клубе «Завиша Быдгощ».
Первого серьёзного успеха на взрослом международном уровне добился в 2004 году, когда попал в основной состав польской национальной сборной и побывал на домашнем чемпионате Европы в Познани, откуда привёз награду бронзового достоинства, выигранную в зачёте четырёхместных байдарок на дистанции 1000 метров. Благодаря череде удачных выступлений удостоился права защищать честь страны на летних Олимпийских играх 2004 года в Афинах — стартовал здесь в одиночках на дистанции 500 метров, сумел дойти лишь до стадии полуфиналов, где финишировал девятым.
После афинской Олимпиады он остался в основном составе гребной команды Польши и продолжил принимать участие в крупнейших международных регатах. Так, в 2005 году он получил бронзу на европейском первенстве в Познани в километровой гонке четвёрок и ещё одну бронзу в той же дисциплине на мировом первенстве в Загребе. Год спустя на чемпионате мира в венгерском Сегеде дважды поднимался на пьедестал почёта, в том числе стал бронзовым призёром в четвёрках на пятистах метрах и серебряным призёром в четвёрках на тысяче метрах. Ещё через год на аналогичных соревнованиях в немецком Дуйсбурге добавил в послужной список ещё одну серебряную награду, выигранную в километровой дисциплине четырёхместных экипажей.
Будучи одним из лидеров гребной команды Польши, благополучно прошёл квалификацию на Олимпийские игры 2008 года в Пекине — на сей раз в четвёрках на дистанции 1000 метров совместно с партнёрами Мареком Твардовским, Томашом Мендельским и Адамом Высоцким занял в финале шестое место, немного не дотянув до призовых позиций. Впоследствии выступал исключительно в зачёте национальных первенств, последний раз показал здесь сколько-нибудь значимый результат в сезоне 2011 года, когда стал чемпионом Польши среди четвёрок на тысяче метрах. Вскоре по окончании этих соревнований принял решение завершить карьеру профессионального спортсмена, уступив место в сборной молодым польским гребцам.
Был женат на польской байдарочнице Эльжбете Урбаньчик, чемпионке мира и Европы по гребле.